# 洛杉矶第一公理会教堂
洛杉矶第一公理会教堂（英語：First Congregational Church of Los Angeles）是一个历史性的公理会教堂，在美国加州洛杉矶南联邦大道540号。
该堂创建于1867年，是该市最古老的连续使用的新教堂会。
目前的教堂建于1932年，是一座令人印象深刻的英国哥特复兴建筑，由洛杉矶建筑师Allison＆Allison设计，巨大的混凝土结构用超过500吨的钢筋加固。其主塔高157英尺，重30000吨。
该堂拥有世界第二大管风琴。
2002年3月15日，该堂被洛杉矶文化遗产委员会指定为洛杉矶历史文化古迹。
该堂一直是拍摄广告，电影，音乐视频和电视节目的热门地点。